# Békés-povádzugi rovásfeliratok
A Békés-povádzugi rovásfeliratokat Trogmayer Ottó régész fedezte fel egy 10. századi honfoglalás kori sírban egy íj két csontborítóján. A tamgának vélt feliratokat Dienes István régész vizsgálta.

## Az emlék és olvasata
Vékony Gábor régész fejtette meg először a rovásfeliratot, amely készülhetett akár Kárpát-medencei rovásírással, akár steppei rovással. Abból kiindulva, hogy honfoglaló magyar sírjában találták, valószínűbb, hogy steppei rovással készült.
A felirat olvasata: ux (IPA jelek használatával). Törökből való fordítása: nyíl
Vékony szerint a felirat egy varázsszöveg.

## Forrásművek
- Trogmayer Ottó (1962): X-XII. századi magyar temető Békésen. Móra Ferenc Múzeum Évkönyve 1960-1962, Szeged, 1962, 9-38.
- Vékony Gábor (2004): A székely írás emlékei, kapcsolatai, története. Budapest: Nap Kiadó. ISBN 963-9402-45-1
- Hosszú, Gábor (2011): Heritage of Scribes. The Relation of Rovas Scripts to Eurasian Writing Systems.  First Edition. Budapest: Rovas Foundation, https://books.google.hu/books?id=TyK8azCqC34C&pg=PA136 (angolul)